# David A. Sowles Memorial Award

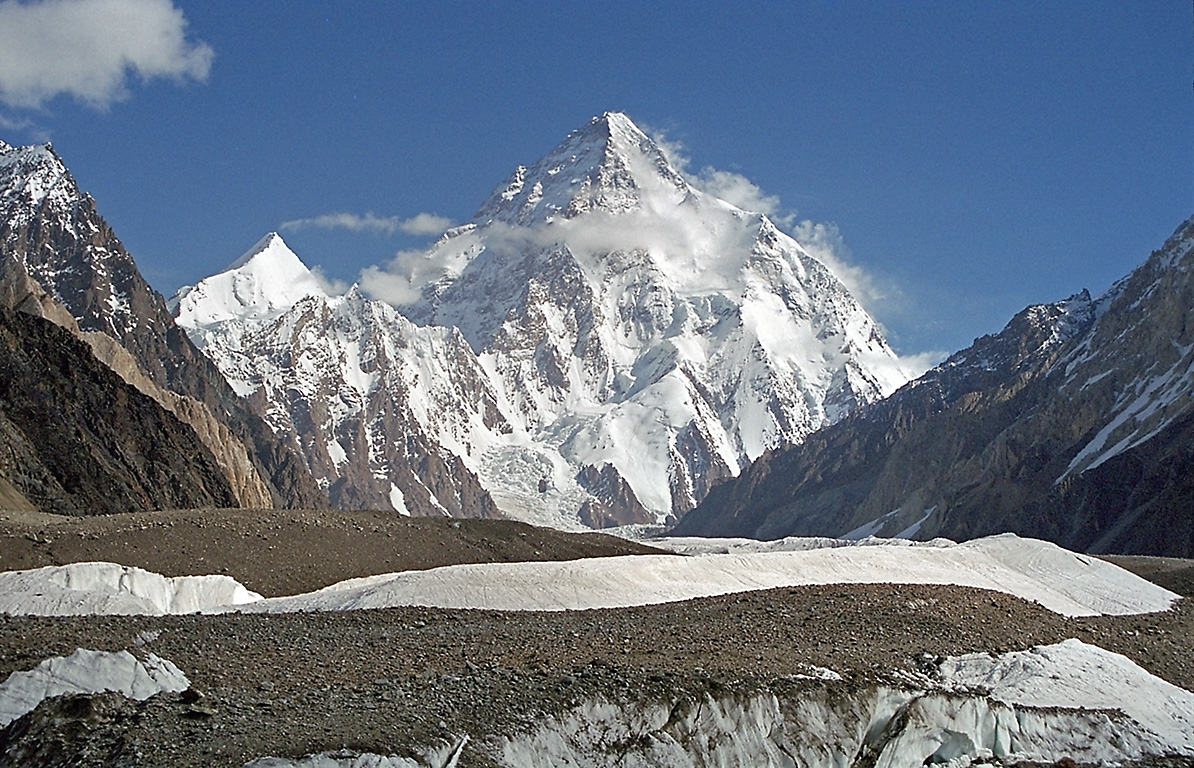
Für den Einsatz zur Rettung einer Bergsteigergruppe 1953 am K2 wurde 1981 erstmals der David A. Sowles Memorial Award verliehen.

Der David A. Sowles Memorial Award ist die höchste Auszeichnung des American Alpine Clubs (AAC). Der Award wird seit 1981 in unregelmäßigen Abständen an Bergsteiger verliehen, die sich durch außergewöhnliche und selbstlose Einsätze, vor allem auf dem Gebiet des Höhenbergsteigens, ausgezeichnet haben. Viele der mit dem Award gewürdigten Hilfsaktionen haben gemein, dass die Bergsteiger ihre eigentlichen Expeditions- bzw. Gipfelziele verwarfen, um sich den zumeist extrem risikoreichen Rettungen und Bergungen ihrer in Bergnot geratenen Kameraden zu widmen.

## Hintergrund
Der US-amerikanische Bergsteiger Andrew John Kauffman überzeugte 1981 gemeinsam mit William Lowell Putnam III den AAC zur Auslobung eines Preises für Bergsteiger, die sich durch besondere Rettungsaktionen im Hochgebirge verdient gemacht haben. Kauffman gehörte 1953 mit Nicolas Clinch und Pete Schoening zu jener US-amerikanischen Expedition, der die Erstbesteigung des Gasherbrum I (8080 m) gelang. Als Inspiration für den Award soll Kauffman Elizabeth White gedient haben, die im Jahr 1980 an einer Rettungsaktion am Makalu beteiligt war.
Benannt wurde der Award nach David Ambler Sowles (1933–1963), einem Freund und Bergsteigerkollegen Kauffmans. Sowles war in den 1950er und 1960er Jahren ein bekannter Bergsteiger. Er erschloss beispielsweise neue Kletterrouten im Yosemite Valley und im Pinnacles-Nationalpark. Im Jahr 1954 gelang ihm mit Kauffman die Erstbesteigung des Serra IV in British Columbia. Ein Jahr später bestieg er die Cordillera Blanca sowie den Nevado Huascarán (6768 m), den höchsten Berg Perus. Sowles galt in Bergsteigerkreisen als besonders umsichtiger, sicherer und selbstloser Kletterer. Er kam am 4. August 1963 in den Walliser Alpen ums Leben, als er mit seinem Begleiter John Emery am Weisshorn (4505 m) in ein schweres Gewitter geriet. Die genauen Umstände des Todes der beiden Bergsteiger sind ungeklärt. Um an Sowles zu erinnern, widmete ihm Kauffman den Award.

## Medaille
Der David A. Sowles Memorial Award wird in Form einer silbernen Medaille an einem blau/weißen Band verliehen. Die Vorderseite zeigt einen verletzten Bergsteiger, der mit Hilfe von Seilen von einem Retter an einer Felsklippe geborgen wird. Die Inschrift lautet In Memoriam David A. Sowles. Die Rückseite trägt die Inschrift Unselfish Devotion to imperilled Climbers (etwa „Selbstlose Hingabe zu gefährdeten Bergsteigern“), zudem werden der Name des Award-Empfängers sowie Ort und Datum des betreffenden Ereignisses eingraviert.

## Träger des Awards
| Jahr | Gewürdigte Bergsteiger | Hintergrund |
| ---- | --- | --- |
| 1981 | Charles Houston, Robert Bates, George Bell, Robert Craig, Dee Molenar, Pete Schoening, Tony Streather                                   | Die Bergsteiger gehörten der „Third American Karakoram expedition to K2“ an, die 1953 die Erstbesteigung des K2 (8611 m) versuchten. Ein Blizzard verhinderte den Aufstieg und der Expeditionsteilnehmer Art Gilkey erlitt eine lebensgefährliche Thrombose. Beim Versuch, Gilkey vom Berg zu bringen, stürzte die Gruppe ab und konnte nur knapp von Schoening gerettet werden. Gilkey verstarb trotz aller Rettungsversuche am Berg. Die Rettungsaktion der Expedition wurde als The Belay („die Sicherung“) bekannt. |
| 1981 | Leigh Ortenburger | Ortenburger war Bergsteiger, Fotograf und Autor. Den Award erhielt er für eine Rettungsmission auf dem Grand Teton (4199 m) im Jahr 1967, als zwei Bergsteiger aus der Nordwand des Berges gerettet werden konnten. |
| 1981 | Thomas Nevison | Nevison, der 1958 mit Andrew Kauffman, Nicolas Clinch und Pete Schoening zu den Erstbesteigern des Gasherbrum I gehörte, wurde 1981 ebenfalls mit dem Award geehrt. |
| 1982 | Gary Hemming | Einem Bergsteigerteam um Gary Hemming gelang eine der größten und zur damaligen Zeit von der internationalen Presse meistbeachteten Rettungsaktionen der alpinen Geschichte. Zwei deutsche Bergsteiger, Heinz Ramisch und Hermann Schridell, gerieten in der Westwand des Petite Aiguille du Dru (3733 m) durch ein Unwetter in akute Bergnot und mussten 10 Tage in der Wand biwakieren, bevor sie gerettet werden konnten. |
| 1983 | Soichi Yamada, Sizuya Tanaka, Kiyo Saito, Yoshio Ota, Shunsuke Tamura, Tetsuro Hatano, Toshito Kabayshi, Soichi Funai, Douglas Cannalte | Am 21. Juli 1981 befanden sich eine japanische und eine kanadisch-US-amerikanische Expedition im Aufstieg auf die Chogolisa (7668 m), als John Wittmayer (Kanada) und Howard Weaver (USA) von einer Lawine getroffen wurden und mehrere hundert Meter abstürzten. Cannalte, der dritte Expeditionsteilnehmer, konnte zu den Verletzten absteigen und einen Notruf per Funk an die japanische Expedition weiter oben am Berg absetzen. Sieben der japanischen Bergsteiger kamen den Verunglückten, die in ihrer Notlage noch von weiteren Lawinen getroffen wurden, ebenfalls zu Hilfe. Aufgrund des schlechten Wetters und der schweren Verletzungen der abgestürzten Bergsteiger dauerte die Rettung bis zum 29. Juli an. Beide der Verunfallten überlebten. Die Gipfelbesteigung brachen beide Expeditionen ab.                    |
| 1985 | James „Jim“ Wickwire, Eiho Otani | Wickwire und Otani versuchten vergeblich, den vermissten japanischen Bergsteiger Naomi Uemura im Februar 1984 am Denali (6190 m, damals offiziell Mount McKinley), dem höchsten Berg Nordamerikas, zu finden und zu retten. |
| 1985 | John „Jack“ Durrance | Durrance, Mitglied der „Second American Karakoram expedition to K2“ im Jahr 1939, wurde für seinen Einsatz 1941 zur Rettung des Stuntmans George Hopkins geehrt. Hopkins war nach einem ungenehmigten Fallschirmsprung auf dem Devils Tower National Monument verunglückt und wurde nach sechs Tagen von Durrance und seinem Team gerettet. |
| 1985 | Kim Momb | Momb, der 1980 als einziger Teilnehmer der „All-Spokane-Expedition“ den Gipfel des Makalu (8485 m) ohne Sherpas und zusätzlichen Sauerstoff erreichte und 1983 mit Louis Reichardt und Carlos Buhler erstmals die Ostwand des Mount Everest (8848 m) durchstieg, wurde mit dem Award für Unterstützungen und Rettungen anderer Bergsteiger, für die er seine eigenen Gipfelambitionen aufgab, geehrt. |
| 1988 | Jenny Lake Rangers of the Grand Teton National Park                                                                                     | Die Jenny Lake Rangers im Grand-Teton-Nationalpark wurden als „hervorragendes Beispiel für ihr Engagement in der Bergrettung“ sowie für „vieljährige Verdienste für die Bergsteigergemeinde“ mit dem David A. Sowles Memorial Award geehrt. |
| 1990 | Steve Ruoss, John Petroske | Ruoss und Petroske gehörten einer US-amerikanischen Mount-Everest-Expedition an, die im Oktober 1988 den Gipfel besteigen wollten. Vor ihnen versuchte dies auch eine Expedition aus Spanien. Sergi Martínez, einer der spanischen Bergsteiger, wurde auf dem Südgipfel höhenkrank und wurde mit dem restlichen Sauerstoff der Gruppe zunächst zurückgelassen, während die anderen Bergsteiger den Gipfel erklommen. Auf dem Rückweg versuchten die Spanier und ihre Sherpas, den inzwischen bewusstlosen Martínez vom Berg zu bringen. Als Ruoss und Petroske, die sich gerade im Aufstieg befanden, auf die Spanier trafen, gaben sie ihre eigenen Gipfelpläne auf und unterstützten die Rettungsaktion. |
| 1992 | Harry McDade | McDade war Bergsteiger (er etablierte zum Beispiel eine neue Route auf den Mount Foraker (5304 m) in Alaska und war Erstbesteiger des Paccharaju (5744 m) in Peru) und praktizierender Arzt. Geehrt wurde er für seinen jahrelangen medizinischen Einsatz zur Rettung von Bergsteigern, hauptsächlich in den Bergen des US-Bundesstaats New Hampshire. |
| 1992 | Paul Doherty | Doherty arbeitete für die Naturschutzbehörde in New Hampshire, war Leiter der New Hampshire State Parks und Bergsteiger. Er war verantwortlich für Such- und Rettungsmissionen in den White Mountains und über viele Jahre an Hilfsaktionen für verschollene oder in Gefahr geratene Bergsteiger tätig. Er wurde für seine Einsätze gemeinsam mit Harry McDade mit dem Award geehrt. |
| 1994 | Ed Webster | Webster bestieg 1988 mit Stephen Venables, Robert Anderson und Paul Teare eine neue Route in der Kangshung-Wand am Mount Everest. Er verfasste darüber das Buch Snow in the Kingdom, außerdem schrieb er weitere Bergsteigerbücher und Wanderführer. Er erhielt den Award, nachdem er auf einer seiner Expeditionen einem anderen Bergsteiger das Leben gerettet hatte. |
| 1994 | Ed Viesturs | Viesturs wurde international bekannt, als er 1996 mit der IMAX-Expedition den Mount Everest bestieg und dadurch unmittelbar Teil der Rettungsmaßnahmen nach dem Unglück am Mount Everest wurde. Er ist der erste US-Amerikaner, der alle 14 Achttausender bestieg. Den Award erhielt er für zwei voneinander unabhängige Rettungseinsätze am K2 im Jahr 1992. So rettete er Scott Fischer das Leben, als die beiden in eine Lawine gerieten und Viesturs den Absturz der beiden mit seinem Eispickel verhinderte. |
| 1997 | Todd Burleson, Pete Athans, Anatoli Boukreev                                                                                            | Burleson und Athans befanden sich im Aufstieg auf den Mount Everest, als sich das Unglück am Mount Everest ereignete, bei dem durch einen Wetterumschwung am 10. und 11. Mai 1996 acht Bergsteiger ums Leben kamen. Als sie das Unglück bemerkten, verwarfen sie zunächst ihre eigenen Gipfelambitionen und stiegen zum Südsattel auf, wo sie Beck Weathers und Makalu Gau erstversorgten und dann mit Unterstützung der IMAX-Expedition zum Khumbu-Eisbruch führten, von wo sie ausgeflogen wurden. Boukreev war Bergführer einer der verunglückten Expeditionen und konnte mindestens drei Bergsteiger aus dem Schneesturm retten. |
| 1998 | Elizabeth „Betsy“ White | White war seit ihrem 17. Lebensjahr Bergsteigerin. Mit ihrem Mann Gene unternahm sie zahlreiche Expeditionen, etwa durch die Hochgebirge Pakistans. 1980 war sie an einer erfolgreichen Rettungsmission am Makalu beteiligt, als ihr Begleiter Mike Warburton an einem Hirnödem erkrankte. |
| 1999 | Richard „Rick“ Wilcox & Mountain Rescue Service                                                                                         | Wilcox, der als einer der besten Allround-Bergsteiger Amerikas gilt, ist jahrelanger Leiter des Mountain Rescue Service in New Hampshire, einer Organisation zur Rettung in Not geratener Bergsteiger. Das Team wurde für seine jahrzehntelangen Hilfseinsätze mit dem Award gewürdigt. |
| 2002 | Simone Moro | Der italienische Extrembergsteiger Moro, der vor allem durch Wintererstbesteigungen von Achttausendern bekannt wurde, befand sich im Mai 2001 mit Denis Urubko im Basecamp des Mount Everest, um von da aus die Everest-Lhotse-Traverse zu begehen, als sie einen Notruf des britischen Bergsteigers Tom Moores erhielten. Dieser war in der Westwand des Lhotse (8516 m) abgestürzt. Moro stieg noch am Abend auf und entdeckte Moores schwer verletzt in der Wand. Er zog ihn über 200 Meter auf sichereres Terrain und hielt ihn mit seinem Schlafsack warm, den er aus seinem Zelt holte. Seine eigene Expedition brach Moro am nächsten Morgen ab, um mit Moores ins Basislager zurückzukehren. |
| 2002 | Tap Richards, Jason Tanguay, Dave Hahn                                                                                                  | Die drei US-amerikanischen Bergsteiger stiegen am 24. Mai 2001 um 1 Uhr morgens aus dem Basiscamp auf den Mount Everest auf, als sie am Mushroom Rock, einer Landmarke auf dem Nordostgrat, auf drei russische Bergsteiger trafen, die sich in ernsthafter Gefahr befanden. Sie versorgten diese soweit, bis sie von alleine absteigen konnten. Die Amerikaner stiegen weiter auf und trafen gegen 6:30 Uhr auf Andy Lapkass und Jaime Vinals, die sich seit dem Vortag auf dem Berg befanden und sich in einem extrem kritischen Zustand befanden. Unter großen Anstrengungen gelang es ihnen, die zwei Verunglückten zurück ins Lager zu bringen. Vier der aufgefundenen Bergsteiger überlebten die Rettung, einer der russischen starb beim Abstieg. Dieser Einsatz war eine der höchstgelegenen Rettungsaktionen der Geschichte. |
| 2003 | Charlie Sassara, Jack Tackle | Sassara und Tackle, beide sehr erfahrene Bergsteiger, wurden gemeinsam für ihre Rettungsmissionen verunglückter Kletterer geehrt. Tackle rettete zum Beispiel 1979 Ken Currens am Denali, als dieser bei einem Sturz schwer verletzt wurde. Sassara rettete 2002 Tackle am Mount Augusta (4289 m), als dieser von einem Steinschlag getroffen wurde, wobei er schwere Verletzungen an Rücken und Nacken erlitt. Sassara versorgte Tackle mit seiner eigenen Ausrüstung und stieg über schweres Gelände ab, um Hilfe zu holen. Tackle konnte nach über 30 Stunden gerettet werden. |
| 2009 | Pemba Gyalje Sherpa | Pemba befand sich am 1. August 2008 im Aufstieg zum K2, als sich einer der opferreichsten Bergunfälle der Geschichte ereignete. Nachdem eine Eislawine, ausgelöst durch den Abbruch eines Séracs über dem „Flaschenhals“ in etwa 8200 Metern Höhe, mehrere Bergsteiger in den Tod gerissen und andere schwer verletzt hatte, startete Pemba am nächsten Morgen eine Rettungsmission, wobei er zunächst den schwer verletzten Italiener Marco Confortola fand, mit Sauerstoff versorgte und ihn in einer weiteren Lawine vor dem Absturz bewahrte. Am Abend des 2. August stieg Pemba erneut in die Unglückszone auf, begleitet vom Niederländer Cas van de Gevel. Es gelang ihnen am nächsten Tag, Wilco van Rooijen schwer verletzt, aber lebendig zu finden und ins Lager zu führen.                                               |
| 2013 | Peter Hackett | Hackett ist Bergsteiger und Notfallarzt. Er gilt als einer der führenden Experten in der Forschung zur Höhenkrankheit und deren Auswirkungen auf den menschlichen Organismus. Er ist Autor mehrerer Fachbücher zum Thema Höhenkrankheit und Gründer des Instituts für Höhenmedizin in Telluride. Außerdem war er an der Gründung der Himalayan Rescue Association inklusive einer Klinik im Basislager des Mount Everest (1973) und einer Rettungsstation samt Forschungslabor am Denali (1980er Jahre) beteiligt. |
| 2016 | Mike Helms, Bob Kandiko | Helms und Kandiko befanden sich im Mai 1980 im Aufstieg auf den Denali, als sie etwa 300 Meter unterhalb des Gipfels auf Simon McCartney und Jack Roberts trafen, die sich in einer kritischen Situation befanden. Roberts litt an Erfrierungen, McCartney war nahezu bewusstlos und zeigte Symptome eines Gehirnödems. Helms machte sich mit Roberts an den Abstieg, um Hilfe zu holen, da beide Gruppen über keinen Funk verfügten. Nach über einem Tag brachen auch Kandiko und McCartney bergabwärts auf, sie bekamen später Hilfe von einer anderen Expedition sowie von der von Helms alarmierten Bergrettung. Den Sowles-Award erhielten Helms und Kandiko 36 Jahre nach ihrem Rettungseinsatz. |
| 2019 | Denis Urubko, Adam Bielecki, Jaroslaw Botor, Piotr Tomala                                                                               | Die vier polnischen Bergsteiger versuchten im Januar 2018 die Wintererstbesteigung des K2, als sie einen Notruf vom Nanga Parbat (8126 m) erhielten. Dort waren Elisabeth Revol und Tomek Mackiewicz beim mutmaßlichen Abstieg vom Gipfel in Bergnot geraten. Die Polen ließen sich per Hubschrauber an den Fuß des Nanga Parbat fliegen, von wo aus Urubko und Bielecki sofort an den Aufstieg machten. In etwa 6200 Metern Höhe fanden sie Revol, die sich in einer schlechten Verfassung befand, versorgten sie und seilten sie vom Berg ab. Für Mackiewicz, der in über 7000 Meter Höhe zurückgeblieben war, kam jede Hilfe zu spät. |
| 2022 | David Nyman | Nyman war 1989 zusammen mit Jim Sweeney am Mount Johnson in Alaska unterwegs, als Sweeney am sogenannten Elevator Shaft abstürzte und schwer verletzt wurde. In einer achttägigen Rettungsaktion gelang es Nyman, mit Sweeney trotz mehrerer Lawinenabgänge, Stürze in Gletscherspalten und anderer Zwischenfälle abzusteigen und sich in Sicherheit zu bringen. |